# 烂柯山
28°52′43″N 118°55′09″E / 28.87861°N 118.91917°E
烂柯山又名石室山、石桥山，位于中国浙江省衢州市城东南约10公里处，毗邻乌溪江。烂柯山海拔164米，山巅的天生石梁如一座巨大的石桥，属丹霞地貌，石梁下为青霞洞，即是传说中王质遇仙之处。现为浙江省级风景名胜区，古时在「洞天福地」中被列为「第卅福地」。

## 烂柯山的传说

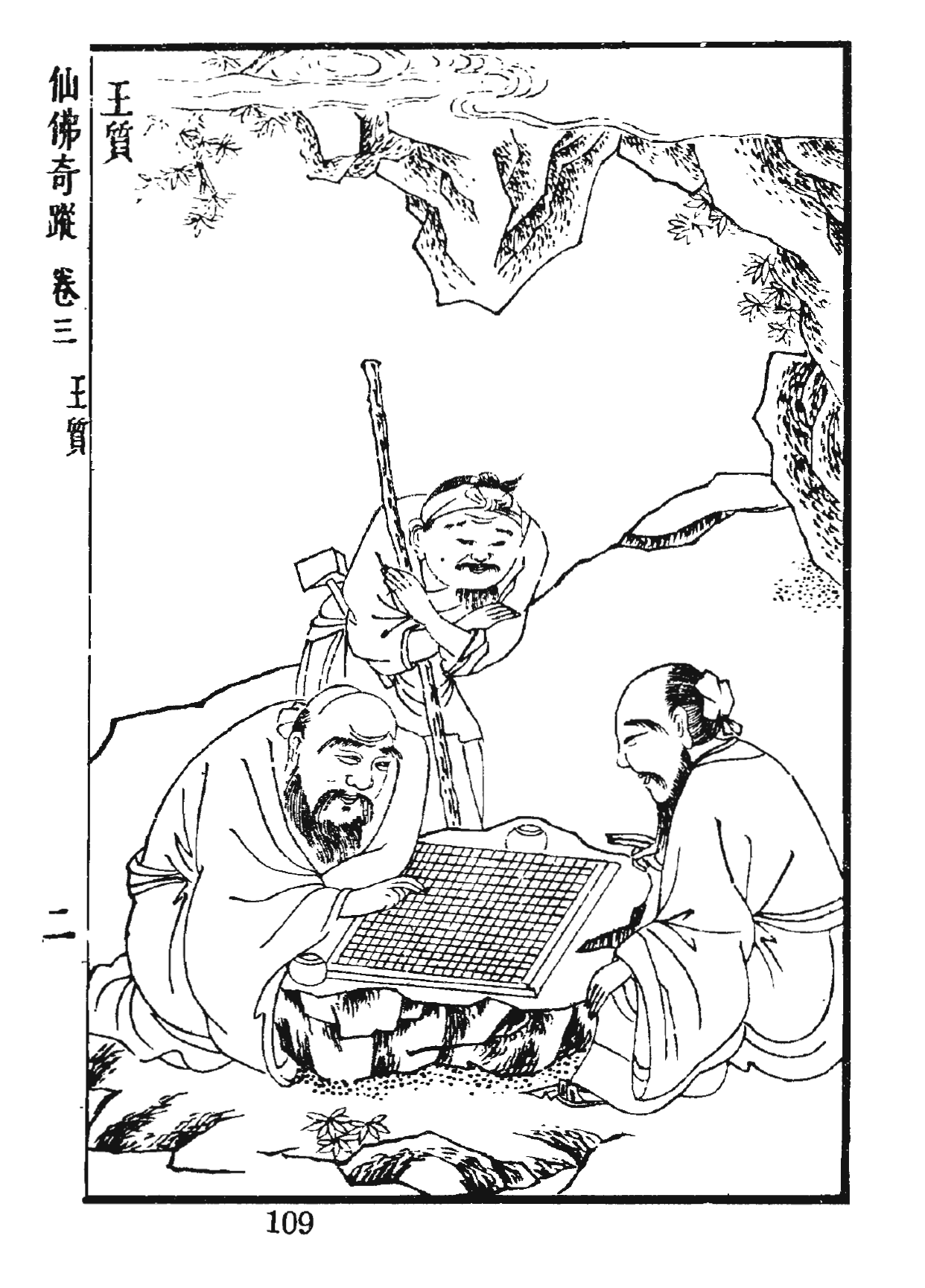
王質觀棋爛柯

晋·虞喜《志林》：“信安山有石室，王质入其室，见二童子对棋，看之，局未终，视其所执伐薪柯已烂朽，遽归乡里，已非矣。”晉末刘敬叔的《异苑》，載有人騎馬時遇到兩位老者在玩樗蒲便下馬觀看，中途無意間撇見馬鞭已腐，馬已成枯骨，回家時發現親屬居然都已去世。後來，郑缉之的《東陽記》，故事改為一名叫王質的人去石室山伐木，聽到四名童子唱歌而留下。童子給他像棗核的食物。王質吃了就不餓，之後童子唱完歌後離去，他才發現斧頭柄爛去，回家才知道過了數十年。《東陽記》版本的故事被郦道元《水经注》所引用。更後來的任昉《述異記》改成邊下棋邊唱歌，但沒說是下圍棋。信安，即今衢州，西晋太康元年改名。
后人便把石室山称为烂柯山，如唐朝詩人孟郊〈爛柯山石橋〉：「樵客返歸路，斧柯爛從風，唯餘石橋在，猶自凌丹紅。」於是後來烂柯便作为围棋的别称。
另一更早的记载见于《尚书·洪范》中“唯十有三祀，王访于箕子”的故事，虽未出现烂柯的情节和语词，但主旨与烂柯故事相类，可能是烂柯传说之棋子山版本的滥觞。相传箕子（本名胥余）为殷纣王的叔父，反对殷纣王的荒淫与暴虐，几次谏阻后却被纣王囚禁起来，贬为奴隶，后来周武王灭了纣王，箕子便逃往山西陵川隐居。箕子在陵川的棋子山上，用那里的天然黑白石子摆卦占方，借以观测天象、星象、授时制历，却于不知不觉中创造了围棋，并且经常与人对垒，使围棋日益成熟。清雍正版《山西通志·山川》、清武彭龄《箕山履迹考》、清光绪版《陵川县志》中也都有关于箕子山及箕子隐居陵川谋棋的记载。

## 外部連結
[在维基数据编辑]
 《欽定古今圖書集成·方輿彙編·山川典·爛柯山部》，出自陈梦雷《古今圖書集成》